# 夏元雅人
夏元 雅人（なつもと まさと、2月9日 - ）は、日本の漫画家、イラストレーター。男性。東京都国立市生まれ、千葉県育ち。

## 作品リスト

### 漫画
- ガンバード（全1巻）
- 天翔の翼-白銀の双星譚-（原作：羅門祐人、『LOGOUT』連載、全1巻） - 小説版『シルヴァ・サーガ』の続編。
- 海底大戦争（『コミックゲーメスト』、全1巻）
- ザ・キング・オブ・ファイターズ 京（『覇王マガジン』、『コミックボンボン』、全4巻） - コミックボンボン版は単行本未収録。
- ロードス島戦記-英雄騎士伝-（『月刊少年エース』、全6巻）
- ガバメンツ（『月刊少年エース』、全3巻）
- 機動戦士ガンダム戦記 Lost War Chronicles（『ガンダムエース』、全2巻 / 完全版全2巻）
- 機動戦士ガンダム外伝 宇宙、閃光の果てに…（『ガンダムエース』、全3巻）
- GUNDAM LEGACY（『ガンダムエース』、シナリオ：スタジオオルフェ、全3巻）
- 降魔伝 手天童子（原作：永井豪、『チャンピオンRED』、全7巻）
- CHILL（原作：木内一雅、『週刊ヤングマガジン』、全8巻）
- 機動戦士ガンダム戦記U.C.0081 -水天の涙-（『ガンダムエース』、全4巻）
- 機動戦士ガンダムU.C.HARD GRAPH 鉄の駻馬（『ガンダムエース』、全2巻）
- 機動戦士ガンダム0083 REBELLION（『ガンダムエース』、既刊18巻）
- G.A.P 〜転居先不明郵便課〜（原作：金子良馬、『月刊ヤングキングアワーズGH』、全2巻）
- トライバル TRIBAL（ヤングキングコミックス、全2巻）[2]
- デスクリエイト（原作：見ル野栄司、『ヤンマガWeb』、全3巻）
- 雀蜂-スズメバチ-（『ヤングキングBULL』2025年18号[3] - ）

この他、『ARIELコミック』（朝日ソノラマ発行／ガイナックス編集。初期のペンネーム「はしまさと」名義）や『龍虎の拳コミックアンソロジー』（ホビージャパン発行／ファミリーソフト編集）といったコミックアンソロジーにも寄稿している。

### イラストレーション
- 小説『シルヴァ・サーガ』（原作：羅門祐人、挿絵担当）※アスキー発行のスーパーファミコン版攻略本のカバーイラストも担当。
- ゲーム『ガンバード2』（キャラクターデザイン担当）
- ゲーム『ザ・キング・オブ・ファイターズ 京』（ゲーム中イラスト担当）
- 小説『ロードス島戦記』シリーズ（原作：水野良、挿絵担当）
- テレビアニメ『蒼き鋼のアルペジオ -アルス・ノヴァ-』（第4話エンドカード）

### 画集
- Fiesta―夏元雅人自選イラスト集（1998年11月発売）ISBN 978-4881995549